# ARL6IP6
ARL6IP6 (англ. ADP ribosylation factor like GTPase 6 interacting protein 6) – білок, який кодується однойменним геном, розташованим у людей на 2-й хромосомі. Довжина поліпептидного ланцюга білка становить 226 амінокислот, а молекулярна маса — 24 676.
| 10         |  | 20         |  | 30         |  | 40         |  | 50         |
| ---------- |  | ---------- |  | ---------- |  | ---------- |  | ---------- |
| MSFAESGWRS |  | ALRRRGPGTP |  | GPVARPSYSS |  | FTQGDSWGEG |  | EVDEEEGCDQ |
| VARDLRAEFS |  | AGAWSEPRKR |  | SVLPPDGNGS |  | PVLPDKRNGI |  | FPAAAGSRAQ |
| PRRWPVQVLS |  | ILCSLLFAIL |  | LAFLLAIAYL |  | IVKELHAENL |  | KNEDDVDTGL |
| LGFWTLLIIS |  | LTAGFSCCSF |  | SWTVTYFDSF |  | EPGMFPPTPL |  | SPARFKKLTG |
| HSFHMGYSMA |  | ILNGIVAALT |  | VAWCLM     |  |            |  |            |

A: Аланін

C: Цистеїн

D: Аспарагінова кислота

E: Глутамінова кислота

F: Фенілаланін

G: Гліцин

H: Гістидин

I: Ізолейцин

K: Лізин

L: Лейцин

M: Метіонін

N: Аспарагін

P: Пролін

Q: Глутамін

R: Аргінін

S: Серин

T: Треонін

V: Валін

W: Триптофан

Кодований геном білок за функцією належить до фосфопротеїнів. 
Локалізований у мембрані.